# Sadanori Hikita
Sadanori Hikita (匹田禎智?, Hikita Sadanori; 21 novembre 1962) è un pilota motociclistico giapponese ritiratosi dall'attività agonistica.

## Carriera
Nel 1992 partecipa al gran premio di casa in qualità di wild card su una Honda in classe 250. Malgrado una qualificazione in 4ª posizione giunge 13º al traguardo e a causa del punteggio in vigore quell'anno non ottenne punti validi per la classifica mondiale. Nel 1995 viene ingaggiato come titolare in 250 su una Honda. Ottiene i suoi primi punti e il suo primo podio iridato nel gran premio di casa di quell'anno. Ottiene punti anche in Germania (15º) e Italia (14º). Dopo il gran premio di Gran Bretagna però lascia la squadra e termina la sua esperienza mondiale. Termina 21º in classifica con 19 punti.

## Risultati nel motomondiale
| 1992 | Classe | Moto  |    |  |  |  |  |  |  |  |  |  |  |  |  |  |  | Punti | Pos. |
| ---- | ------ | ----- | -- |  |  |  |  |  |  |  |  |  |  |  |  |  |  | ----- | ---- |
| 1992 | 250    | Honda | 13 |  |  |  |  |  |  |  |  |  |  |  |  |  |  | 0     |      |

| 1995 | Classe | Moto  |     |    |   |     |    |    |     |     |     |  |  |  |  |  |  | Punti | Pos. |
| ---- | ------ | ----- | --- | -- | - | --- | -- | -- | --- | --- | --- |  |  |  |  |  |  | ----- | ---- |
| 1995 | 250    | Honda | Rit | 20 | 3 | Rit | 15 | 14 | Rit | Rit | Rit |  |  |  |  |  |  | 19    | 21º  |

| Legenda | 1º posto        | 2º posto            | 3º posto            | A punti      | Senza punti        | Grassetto – Pole position Corsivo – Giro più veloce |
| Legenda | Gara non valida | Non qual./Non part. | Ritirato/Non class. | Squalificato | '-' Dato non disp. | Grassetto – Pole position Corsivo – Giro più veloce |